# 贝塞里尔-德拉谢拉
贝塞里尔-德拉谢拉，是西班牙马德里自治区的一个市镇，距离马德里50公里。总面积30.35平方公里，总人口5388人（2013年），人口密度177.5人/平方公里。